# Double lift
Double lift („Dvojitý zdvih“) je kouzelnická technika používaná v karetní magii. Pomocí této metody je kouzelník schopen otočit vrchní dvě karty balíčku tak, aby to vypadalo, že je otočena samotná vrchní karta balíčku. Tak je schopen vydávat druhou kartu odshora za vrchní kartu a skrýt tak pravou vrchní kartu. Není využito žádných speciálních pomůcek, přesto je při správném provedení tato technika pro diváky zcela neodhalitelná. Velice podobné techniky jsou Triple lift (Trojitý zdvih) a Quad lift (Čtyřnásobný zdvih).